# Venturina (geslacht)
Venturina is een geslacht van vlinders uit de onderfamilie Glaphyriinae van de familie van de grasmotten (Crambidae). De wetenschappelijke naam en de beschrijving van dit geslacht werden in 2012 gepubliceerd door Patrice Leraut.
Dit geslacht is monotypisch, dat wil zeggen dat het maar één soort omvat namelijk Venturina venturalis (Luquet & Minet, 1982).